# Neptis trigonophora
Neptis trigonophora är en fjärilsart som beskrevs av Butler 1878. Neptis trigonophora ingår i släktet Neptis och familjen praktfjärilar. Inga underarter finns listade i Catalogue of Life.